# 支那囲壁砲台

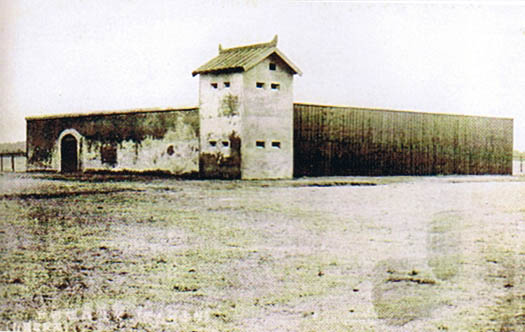
支那囲壁砲台

支那囲壁砲台（しないへきほうだい）とは、千葉県習志野市にある戦争遺跡である。「一望千里」と呼ばれた習志野原にあって、演習用に中国の家屋を模して作られた砲台のミニチュアであり、銃眼が開いている。習志野名所のひとつ。
2002年に国の登録有形文化財になっている。なお、正式な登録名称は旧陸軍演習場内圍壁（きゅうりくぐんえんしゅうじょうないいへき）である。

## 概要
この「支那囲壁砲台」は、現在の習志野市東習志野にあり、近くには中学校や体育館といった公共施設や住宅が建ち並ぶ。この「支那囲壁砲台」は、2006年現在も民家として使用されており、その住人は太平洋戦争後に開拓で入って、国から一町歩ほどの土地をもらって住み着いたのだという。昔は他にも廠舎などがあり、この「支那囲壁砲台」も一部削った部分もあるそうだ。
習志野原では近衛騎兵連隊、習志野に駐屯している第十三から十六の各騎兵連隊をはじめ、多くの部隊による演習が行われ、将兵の鍛練の地としてその名が知られていた。軍隊の演習では、予想される様々な状況を想定し、それに対応ができるように訓練が行われた。「支那囲壁砲台」も、その一種の施設で、中国での戦闘を前提に砲台に肉薄し攻撃する、あるいはその砲台を銃弾の標的にする訓練が行われたようである。囲壁の裏側には、階段状のものがあり、鎖がついている。あるいはその階段に上って、壁を這い上がる訓練をしたものか。
こうして、「支那囲壁砲台」で訓練した多くの兵士が、実際に中国戦線に送り出された。

## 「支那囲壁砲台」を作った工兵たち
この「支那囲壁砲台」は、昭和9年（1934年）に工兵隊によって建設されたと伝えられている。満州事変2年後で、日中戦争前夜ともいうべき当時、さらなる中国侵攻を企図する軍部の計画を実行するために、その準備が行われてきたが、この習志野でも相当訓練が積まれた模様である。
塀の裏側上部に「圍壁」の文字があり、よく見ると「昭和九年二月○六日」「工兵第一大隊○○隊○○以下三十六○（名か）」と判読しにくい箇所があるが、伝承通り昭和9年（1934年）に建設されたことが読み取れる。工兵第一大隊は、明治4年（1871年）に大阪で編成され、日清・日露両戦役に従軍、関東大震災の復興にもあたった部隊である。おそらく、建設した工兵たちが、その技量を誇らしげに文字として残したのであろう。その工兵第一大隊も、第一師団隷下の部隊として昭和11年（1936年）に中国東北部の孫呉に移駐、昭和19年（1944年）7月には師団とともにフィリピンレイテ島に渡り、米軍との激しい戦闘のなか、師団主力とセブ島へ脱出、セブ島で終戦を迎える。レイテに残った兵は、殆ど全滅に近かったという。